# Dlouhá Stropnice
Dlouhá Stropnice (německy Langstrobnitz) je vesnice, část obce Horní Stropnice v okrese České Budějovice v Jihočeském kraji. Dlouhá Stropnice není klasickou horskou osadou, ale zemědělskou vesnicí ležící v plochém údolí pod Kraví horou. Jedná se jednu z nejstarších a největších vesnic na Novohradsku, její statky jsou v délce několika kilometrů řídce postaveny z obou stran říčky Stropnice, která zde teče ještě jako malý potok.

## Historie
První písemná zmínka o vesnici pochází z roku 1300.
Ve 13. století vesnice patřila rakouským pánům Kuenringům, kteří podporovali českého krále Přemysla II. Otakara. Po třicetileté válce Dlouhou Stropnici dostali Buquoyové.
Před rokem 1938 v Dlouhé Stropnici žilo 640 lidí (z nich pouze 1 Čech). Po odsunu Němců přišli dosídlenci (150 lidí) převážně z Třeboňska, kteří na zdejších velkých statcích příliš dlouho nehospodařili, protože už v roce 1949 založili JZD, které později bylo zestátněno. V blízkosti vesnice byla postavena velká kasárna Pohraniční stráže, která až do roku 1989 návštěvníkům vstup do vesnice hodně znepříjemňovala. Nyní statky z velké části slouží jen rekreačním účelům, kasárna chátrají.

## Obyvatelstvo
| Rok            | 1869 | 1880 | 1890 | 1900 | 1910 | 1921 | 1930 | 1950 | 1961 | 1970 | 1980 | 1991 | 2001 | 2011 | 2021 |
| -------------- | ---- | ---- | ---- | ---- | ---- | ---- | ---- | ---- | ---- | ---- | ---- | ---- | ---- | ---- | ---- |
| Počet obyvatel | 833  | 762  | 716  | 730  | 729  | 695  | 644  | 194  | 194  | 143  | 107  | 94   | 83   | 64   | 56   |
| Počet domů     | 156  | 125  | 124  | 124  | 126  | 123  | 128  | 96   | 96   | 38   | 35   | 35   | 41   | 43   | 47   |

## Obecní správa
Při sčítání lidu v letech 1850–1960 Dlouhá Stropnice byla samostatnou obcí, se kterým patřila nejprve do okresu Kaplice, ale v roce 1950 v okrese Trhové Sviny a od roku 1960 v okrese České Budějovice. Od 12. června 1960 je částí obce Horní Stropnice v okrese České Budějovice. V letech 1850–1892 k obci patřily Šejby a v letech 1850–1960 také Paseky.

## Pamětihodnosti
Ve vesnici stojí kaple Panny Marie postavená v roce 1901.

## Osobnosti
V Dlouhé Stropnici se v roce 1896 narodil politik Wenzel Jaksch.